# Guanyem Catalunya (2020)
Guanyem Catalunya (en español: Ganemos Cataluña) es una plataforma política impulsada por la exalcaldesa de Badalona, Dolors Sabater, a su vez candidata por la CUP en las elecciones catalanas de 2021.
La entidad fue presentada el 1 de diciembre de 2020 basándose en experiencias previas en municipios como Badalona, Ripollet o Sardañola del Vallés para trasladarlas al Parlamento catalán. Anteriormente, ya se impulsó un espacio similar llamado Municipalistas por la República desde Abajo (en catalán Municipalistes per la República des de Baix), liderado por la misma Sabater junto a los alcaldes Carles Escolà Sánchez (por Cerdanyola) y José María Osuna (por Ripollet).
El 3 de diciembre de 2020, la CUP planteó a Guanyem una candidatura unitaria para presentarse a las elecciones al Parlamento de Cataluña en el mes de febrero siguiente, haciendo también una propuesta de unión a Anticapitalistas, Comunistes de Catalunya y Pirates de Catalunya. El 12 de diciembre se llegó a un inicio de acuerdo entre la CUP y Guanyem para presentarse bajo un mismo paraguas a las elecciones, si bien dentro de la coalición, Guanyem actuó como apoyo externo en las listas, si bien la gran victoria del partido fue situar a Dolors Sabater como cabeza de lista de la coalición a las elecciones por la provincia de Barcelona.